# Natação no Campeonato Europeu de Esportes Aquáticos de 2021 - 200 m livre feminino
A prova dos 200 metros livre feminino da natação no Campeonato Europeu de Esportes Aquáticos de 2021 ocorreu nos dias 19 e 20 de maio na Arena Danúbio, em Budapeste na Hungria. 

## Calendário
| Fase          | Data       | Hora  |
| ------------- | ---------- | ----- |
| Eliminatórias | 19 de maio | 10:43 |
| Semifinal     | 19 de maio | 19:33 |
| Final         | 20 de maio | 19:02 |

Todos os horários estão no horário local (UTC+1)

## Recordes
Antes desta competição, os recordes eram os seguintes:
|                       | Nadadora            | Tempo   | Local   | Data                |
| --------------------- | ------------------- | ------- | ------- | ------------------- |
| Recorde mundial       | Federica Pellegrini | 1:52.98 | Roma    | 29 de julho de 2009 |
| Recorde europeu       | Federica Pellegrini | 1:52.98 | Roma    | 29 de julho de 2009 |
| Recorde do campeonato | Charlotte Bonnet    | 1:54.95 | Glasgow | 6 de agosto de 2018 |

## Medalhistas
| Ouro                    | Prata                     | Bronze               |
| Barbora Seemanová (CZE) | Federica Pellegrini (ITA) | Freya Anderson (GBR) |

## Resultados

### Eliminatórias
Esses foram os resultados das eliminatórias. 
| Pos. | Bateria | Raia | Nadadora                 | Nacionalidade | Tempo   | Notas            |
| ---- | ------- | ---- | ------------------------ | ------------- | ------- | ---------------- |
| 1    | 7       | 5    | Barbora Seemanová        | Chéquia       | 1:58.25 | Q                |
| 2    | 5       | 4    | Charlotte Bonnet         | França        | 1:58.33 | Q                |
| 3    | 7       | 4    | Federica Pellegrini      | Itália        | 1:58.48 | Q                |
| 4    | 6       | 4    | Freya Anderson           | Reino Unido   | 1:58.50 | Q                |
| 5    | 7       | 3    | Andrea Murez             | Israel        | 1:58.84 | Q                |
| 6    | 7       | 8    | Janja Šegel              | Eslovênia     | 1:58.95 | Q                |
| 7    | 6       | 6    | Valentine Dumont         | Bélgica       | 1:59.09 | Q                |
| 8    | 7       | 2    | Katja Fain               | Eslovênia     | 1:59.27 | Q                |
| 9    | 7       | 1    | Tamryn van Selm          | Reino Unido   | 1:59.52 | Q                |
| 10   | 6       | 5    | Lucy Hope                | Reino Unido   | 1:59.67 |                  |
| 11   | 5       | 2    | Stefania Pirozzi         | Itália        | 1:59.87 | Q                |
| 12   | 7       | 7    | Laura Veres              | Hungria       | 2:00.06 | Q                |
| 13   | 7       | 0    | Dominika Kossakowska     | Polónia       | 2:00.12 | Q                |
| 14   | 5       | 1    | Aleksandra Polańska      | Polónia       | 2:00.23 | Q                |
| 15   | 7       | 6    | Julia Mrozinski          | Alemanha      | 2:00.30 | Q                |
| 16   | 5       | 5    | Reva Foos                | Alemanha      | 2:00.44 | Q                |
| 17   | 5       | 3    | Holly Hibbott            | Reino Unido   | 2:00.52 |                  |
| 18   | 5       | 7    | Fanni Fábián             | Hungria       | 2:00.58 | Q                |
| 19   | 6       | 2    | Anastasia Gorbenko       | Israel        | 2:00.62 |                  |
| 20   | 6       | 3    | Ajna Késely              | Hungria       | 2:00.66 |                  |
| 21   | 6       | 1    | Evelyn Verrasztó         | Hungria       | 2:00.69 |                  |
| 22   | 4       | 2    | África Zamorano          | Espanha       | 2:00.81 |                  |
| 23   | 5       | 8    | Maria Ugolkova           | Suíça         | 2:00.92 |                  |
| 24   | 6       | 0    | Assia Touati             | França        | 2:00.99 |                  |
| 25   | 5       | 6    | Robin Neumann            | Países Baixos | 2:01.01 |                  |
| 26   | 4       | 5    | Silke Holkenborg         | Países Baixos | 2:01.12 |                  |
| 27   | 4       | 6    | Monique Olivier          | Luxemburgo    | 2:01.28 |                  |
| 28   | 5       | 9    | Snæfríður Jórunnardóttir | Islândia      | 2:01.31 |                  |
| 29   | 5       | 0    | Lotte Goris              | Bélgica       | 2:01.40 |                  |
| 30   | 2       | 2    | Kalia Antoniou           | Chipre        | 2:01.94 |                  |
| 31   | 4       | 3    | Aleksa Gold              | Estónia       | 2:02.16 |                  |
| 32   | 4       | 1    | Lea Polonsky             | Israel        | 2:02.28 |                  |
| 33   | 4       | 4    | Julia Hassler            | Liechtenstein | 2:02.31 |                  |
| 34   | 3       | 5    | Daria Golovaty           | Israel        | 2:02.39 |                  |
| 35   | 3       | 2    | Lana Ravelingien         | Bélgica       | 2:02.45 |                  |
| 36   | 4       | 7    | Cornelia Pammer          | Áustria       | 2:02.46 |                  |
| 37   | 3       | 9    | Kimberly Buys            | Bélgica       | 2:02.49 |                  |
| 38   | 2       | 5    | Selen Özbilen            | Turquia       | 2:02.52 |                  |
| 39   | 3       | 4    | Tanja Popović            | Sérvia        | 2:02.54 |                  |
| 40   | 6       | 9    | Sara Gailli              | Itália        | 2:02.55 |                  |
| 40   | 4       | 0    | Noémi Girardet           | Suíça         | 2:02.55 |                  |
| 42   | 3       | 6    | Tjaša Pintar             | Eslovênia     | 2:02.58 |                  |
| 43   | 4       | 8    | Ieva Maļuka              | Letônia       | 2:02.59 |                  |
| 44   | 3       | 7    | Anastasiya Shkurdai      | Bielorrússia  | 2:02.68 |                  |
| 45   | 3       | 8    | Martina Cibulková        | Eslováquia    | 2:02.70 |                  |
| 46   | 3       | 1    | Lena Opatril             | Áustria       | 2:02.91 |                  |
| 47   | 2       | 6    | Zora Ripková             | Eslováquia    | 2:03.18 |                  |
| 48   | 2       | 7    | Paulina Nogaj            | Polónia       | 2:03.27 |                  |
| 49   | 4       | 9    | Zoe Vogelmann            | Alemanha      | 2:03.33 |                  |
| 50   | 2       | 1    | Laura Benková            | Eslováquia    | 2:03.35 |                  |
| 51   | 7       | 9    | Marta Klimek             | Polónia       | 2:03.52 |                  |
| 52   | 6       | 8    | Beril Böcekler           | Turquia       | 2:03.69 |                  |
| 53   | 2       | 3    | Francisca Martins        | Portugal      | 2:04.20 |                  |
| 54   | 6       | 7    | Daryna Zevina            | Ucrânia       | 2:04.30 |                  |
| 55   | 3       | 0    | Diana Durães             | Portugal      | 2:04.41 |                  |
| 56   | 2       | 0    | Mya Azzopardi            | Malta         | 2:04.52 | Recorde nacional |
| 57   | 2       | 8    | Arina Baikova            | Letônia       | 2:04.90 |                  |
| 58   | 3       | 3    | Malene Rypestøl          | Noruega       | 2:05.14 |                  |
| 59   | 2       | 4    | Rita Frischknecht        | Portugal      | 2:06.20 |                  |
| 60   | 2       | 9    | Fatima Alkaramova        | Azerbaijão    | 2:09.60 |                  |
| 61   | 1       | 4    | Ani Poghosyan            | Armênia       | 2:10.20 |                  |
| 62   | 1       | 7    | Varsenik Manucharyan     | Armênia       | 2:11.71 |                  |
| 63   | 1       | 5    | Eda Zeqiri               | Kosovo        | 2:13.27 |                  |
| 64   | 1       | 6    | Katie Rock               | Albânia       | 2:16.56 |                  |
| 65   | 1       | 3    | Era Budima               | Kosovo        | 2:18.20 |                  |
| 66   | 1       | 2    | Jona Macula              | Kosovo        | 2:24.20 |                  |

### Semifinal
Esses foram os resultados das semifinais. 
Semifinal 1
| Pos. | Raia | Nadadora             | Nacionalidade | Tempo   | Notas |
| ---- | ---- | -------------------- | ------------- | ------- | ----- |
| 1    | 4    | Charlotte Bonnet     | França        | 1:57.30 | Q     |
| 2    | 5    | Freya Anderson       | Reino Unido   | 1:57.71 | Q     |
| 3    | 6    | Katja Fain           | Eslovênia     | 1:58.16 | q     |
| 4    | 1    | Julia Mrozinski      | Alemanha      | 1:59.21 | q     |
| 5    | 3    | Janja Šegel          | Eslovênia     | 1:59.31 |       |
| 6    | 2    | Stefania Pirozzi     | Itália        | 1:59.57 |       |
| 7    | 8    | Fanni Fábián         | Hungria       | 2:00.06 |       |
| 8    | 7    | Dominika Kossakowska | Polónia       | 2:00.70 |       |

Semifinal 2
| Pos. | Raia | Nadadora            | Nacionalidade | Tempo   | Notas |
| ---- | ---- | ------------------- | ------------- | ------- | ----- |
| 1    | 4    | Barbora Seemanová   | Chéquia       | 1:57.20 | Q     |
| 2    | 5    | Federica Pellegrini | Itália        | 1:57.47 | Q     |
| 3    | 6    | Valentine Dumont    | Bélgica       | 1:57.98 | q,    |
| 4    | 3    | Andrea Murez        | Israel        | 1:58.81 | q     |
| 5    | 7    | Laura Veres         | Hungria       | 1:59.50 |       |
| 6    | 2    | Tamryn van Selm     | Reino Unido   | 1:59.85 |       |
| 7    | 8    | Reva Foos           | Alemanha      | 1:59.97 |       |
| 8    | 1    | Aleksandra Polańska | Polónia       | 2:02.10 |       |

### Final
Esse foi o resultado da final. 
| Pos.              | Raia | Nadadora            | Nacionalidade | Tempo   | Notas            |
| ----------------- | ---- | ------------------- | ------------- | ------- | ---------------- |
| Medalha de ouro   | 4    | Barbora Seemanová   | Chéquia       | 1:56.27 | Recorde nacional |
| Medalha de prata  | 3    | Federica Pellegrini | Itália        | 1:56.29 |                  |
| Medalha de bronze | 6    | Freya Anderson      | Reino Unido   | 1:56.42 |                  |
| 4                 | 5    | Charlotte Bonnet    | França        | 1:56.55 |                  |
| 5                 | 1    | Andrea Murez        | Israel        | 1:58.48 |                  |
| 6                 | 7    | Katja Fain          | Eslovênia     | 1:58.76 |                  |
| 7                 | 2    | Valentine Dumont    | Bélgica       | 1:58.78 |                  |
| 8                 | 8    | Julia Mrozinski     | Alemanha      | 1:59.36 |                  |

Legenda
| Recorde mundial       | Recorde mundial (World record)               |                       | Recorde africano                      | Recorde africano (African) |                                           | Q | Classificado por posição (Qualified) |
| Recorde do campeonato | Recorde do campeonato (Championship record)  | Recorde da América    | Recorde da América (Americas)         | q                          | Classificado por melhor tempo (Qualified) |   |                                      |
| Melhor marca do ano   | Melhor marca do ano (World leading)          | Recorde asiático      | Recorde asiático (Asian)              | DNS                        | Não largou (Did not start)                |   |                                      |
| Recorde nacional      | Recorde nacional (National record)           | Recorde europeu       | Recorde europeu (European)            | DNF                        | Não terminou (Did not finish)             |   |                                      |
| Recorde pessoal       | Recorde pessoal do atleta (Personal best)    | Recorde da Oceania    | Recorde da Oceania (Oceania)          | DSQ / DQ                   | Desclassificado (Disqualified)            |   |                                      |
| Recorde da temporada  | Recorde da temporada do atleta (Season best) | Recorde sul-americano | Recorde sul-americano (South America) | NM                         | Sem marca (No mark)                       |   |                                      |